# Sokoły Jeziorne
Sokoły Jeziorne [sɔˈkɔwɨ jɛˈʑɔrnɛ] (tiếng Đức: Rosensee, until 1935: Sokollen bei Skarzinnen) là một ngôi làng thuộc khu hành chính của Gmina Biała Piska, thuộc huyện Piski, Warmińsko-Mazurskie, ở miền bắc Ba Lan. Nó nằm khoảng 14 kilômét (9 mi)  phía đông Biała Piska, 32 km (20 mi) về phía đông của pisz, và 119 km (74 mi) về phía đông của thủ đô khu vực Olsztyn.
Trước năm 1945, khu vực này là một phần của Đức (Đông Phổ).
Làng có dân số 120 người.